# العلاقات الأوكرانية الدومينيكانية
العلاقات الأوكرانية الدومينيكانية هي العلاقات الثنائية التي تجمع بين أوكرانيا وجمهورية الدومينيكان.

## مقارنة بين البلدين
هذه مقارنة عامة ومرجعية للدولتين:
| وجه المقارنة                                              | أوكرانيا                                   | جمهورية الدومينيكان |
| --------------------------------------------------------- | ------------------------------------------ | ------------------- |
| المساحة (كم2)                                             | 603.63 ألف                                 | 48.67 ألف           |
| عدد السكان (نسمة)                                         | 45.55 مليون                                | 10.40 مليون         |
| الكثافة السكانية (ن./كم²)                                 | 75.46                                      | 213.68              |
| العاصمة                                                   | كييف                                       | سانتو دومينغو       |
| اللغة الرسمية                                             | اللغة الأوكرانية                           | اللغة الإسبانية     |
| العملة                                                    | هريفنا أوكرانية، كاربوفانيتس، روبل سوفييتي | بيزو دومنيكاني      |
| الناتج المحلي الإجمالي (بليون دولار)                      | 112.15 مليار                               | 75.93 مليار         |
| الناتج المحلي الإجمالي (تعادل القوة الشرائية) بليون دولار | 352.98 مليار                               | 149.89 مليار        |
| الناتج المحلي الإجمالي الاسمي للفرد دولار أمريكي          | 2.11 ألف                                   | 6.47 ألف            |
| الناتج المحلي الإجمالي للفرد دولار أمريكي                 | 8.66 ألف                                   | 13.26 ألف           |
| مؤشر التنمية البشرية                                      | 0.747                                      | 0.715               |
| رمز المكالمات الدولي                                      | +380                                       | +1809، +1829، +1849 |
| رمز الإنترنت                                              | .ua، .укр ‏                                 | .do                 |
| المنطقة الزمنية                                           | ت ع م+02:00، ت ع م+03:00، توقيت شرق أوروبا | 00                  |

## منظمات دولية مشتركة
يشترك البلدان في عضوية مجموعة من المنظمات الدولية، منها:
| علم المنظمة | اسم المنظمة                        | تاريخ انضمام أوكرانيا | تاريخ انضمام جمهورية الدومينيكان |
| ----------- | ---------------------------------- | --------------------- | -------------------------------- |
|             | المنظمة الهيدروغرافية الدولية      | ?                     | ?                                |
|             | الاتحاد البريدي العالمي            | ?                     | ?                                |
|             | يونسكو                             | 12 مايو 1954          | 4 نوفمبر 1946                    |
|             | البنك الدولي للإنشاء والتعمير      | 3 سبتمبر 1992         | 18 سبتمبر 1961                   |
|             | منظمة التجارة العالمية             | 16 مايو 2008          | ?                                |
|             | وكالة ضمان الاستثمار متعدد الأطراف | 19 يوليو 1994         | 7 مارس 1997                      |
|             | منظمة الشرطة الجنائية الدولية      | ?                     | ?                                |
|             | مؤسسة التمويل الدولية              | 18 أكتوبر 1993        | 31 أكتوبر 1961                   |
|             | الأمم المتحدة                      | 24 أكتوبر 1945        | 24 أكتوبر 1945                   |
|             | مؤسسة التنمية الدولية              | 27 مايو 2004          | 16 نوفمبر 1962                   |
|             | منظمة حظر الأسلحة الكيميائية       | ?                     | ?                                |

## وصلات خارجية
- موقع وزارة الخارجية الأوكرانية